# Clavelin

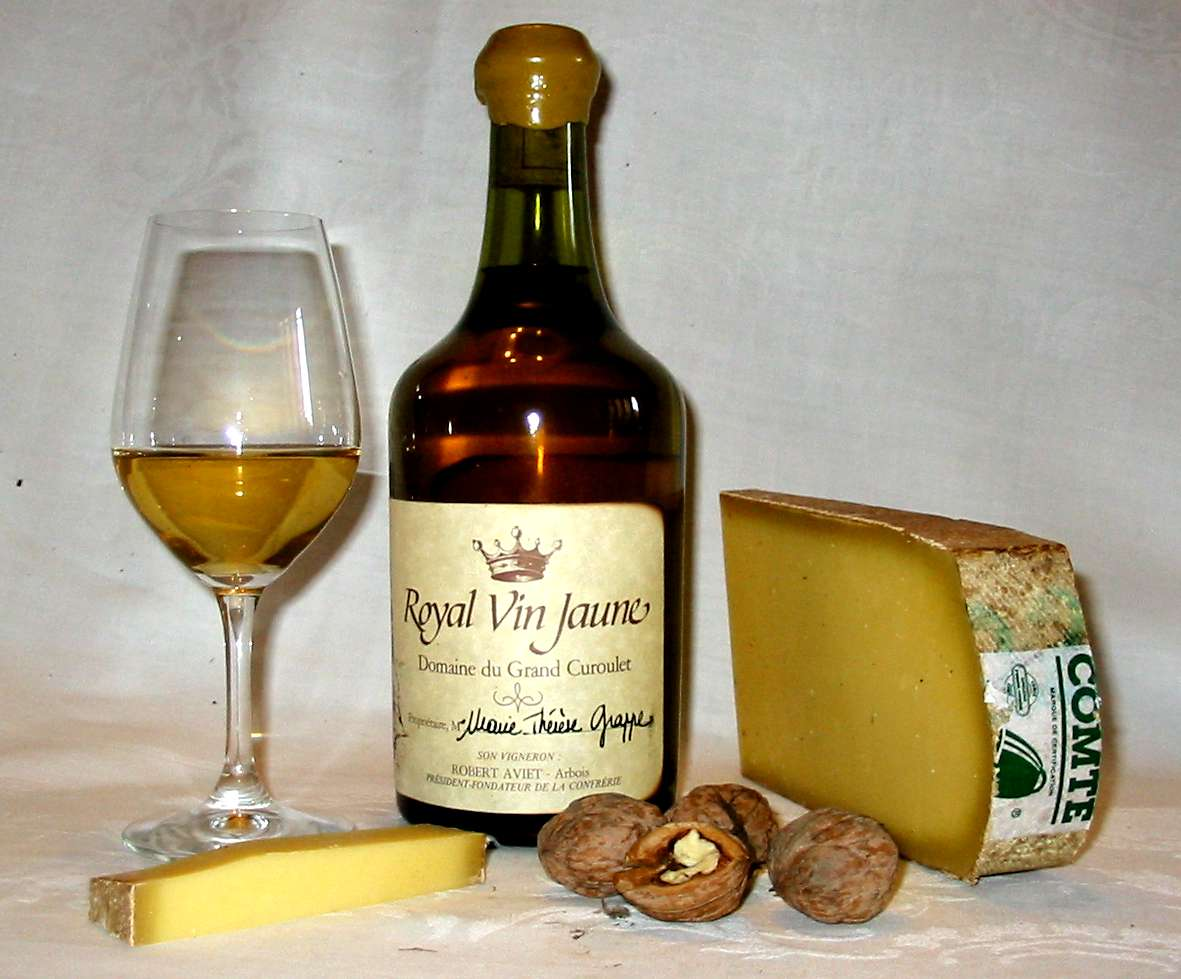
Clavelin de vin jaune du vignoble du Jura.

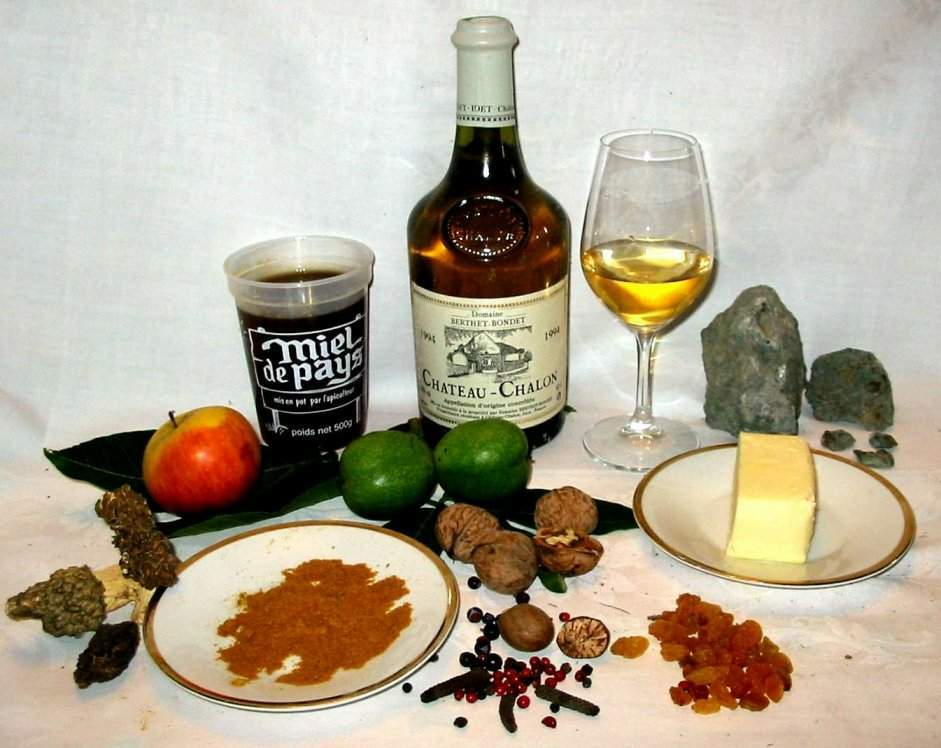
Clavelin de vin jaune estampillé Château-chalon (AOC), et ses différentes composantes œnologiques

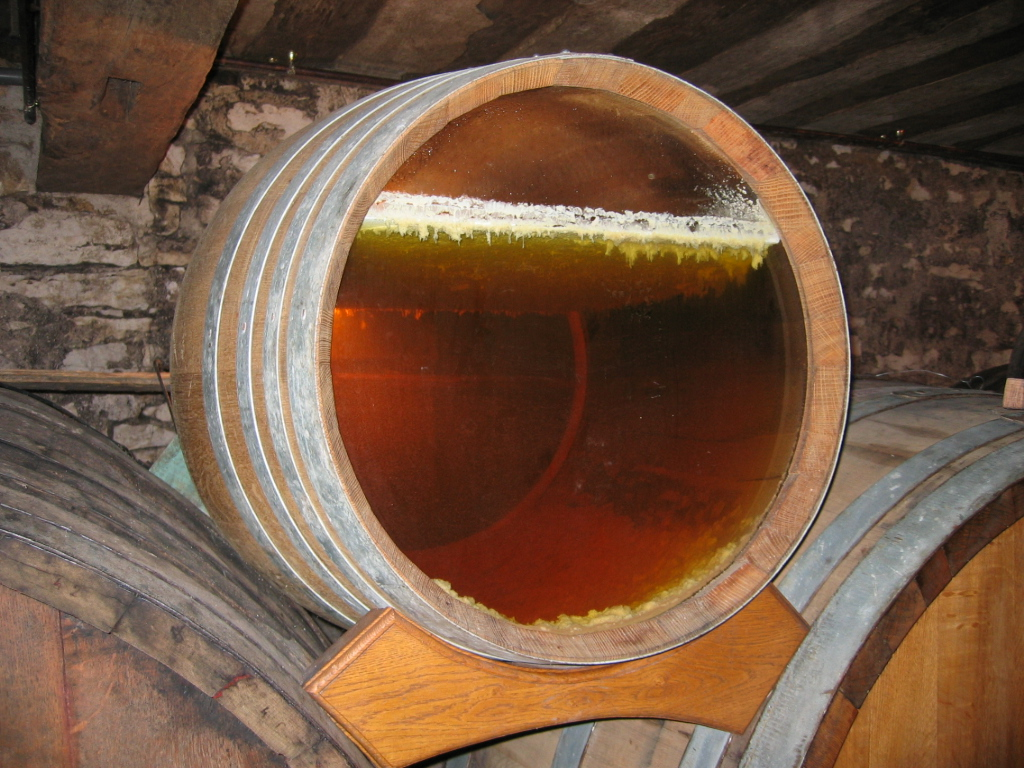
« Part des anges » visible dans un fût de 228 litres de vin jaune de 6 ans et demi, sans ouillage, avec voile de levure « Saccharomyces cerevisiae » à sa surface, à l'origine de son gout particulier.

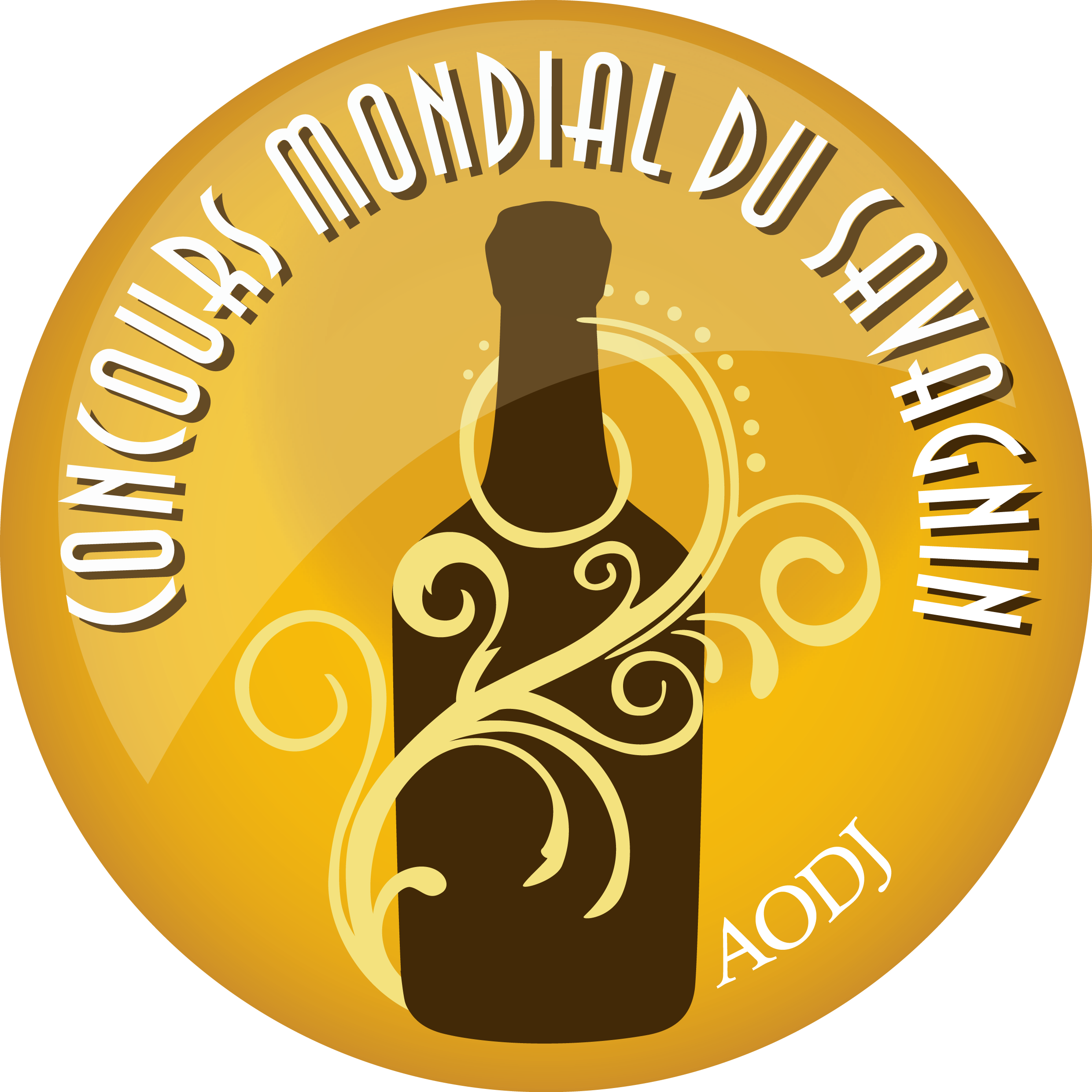
Clavelin du Concours mondial du savagnin, de l'association des œnophiles et dégustateurs du Jura.

Un clavelin est une bouteille de vin de 62 centilitres, de forme spécifique du XVIIIe siècle, réservée au vin jaune, vin emblématique du vignoble du Jura (France), dont il représente environ 4 % de la production. Sa contenance et sa forme bénéficient d'une dérogation réglementaire viticole spécifique légale du droit de l'Union européenne depuis les années 1980.

## Contenance
Durant les 6 ans et 3 mois de temps minimum réglementaire légal d'élevage du vin jaune en fût de chêne, environ 38 centilitres (40 % du volume) par litre de vin sont perdus par évaporation naturelle (la « part des anges »), sans soutirage ni ouillage, d'où la contenance légale définie de 62 centilitres des clavelins.

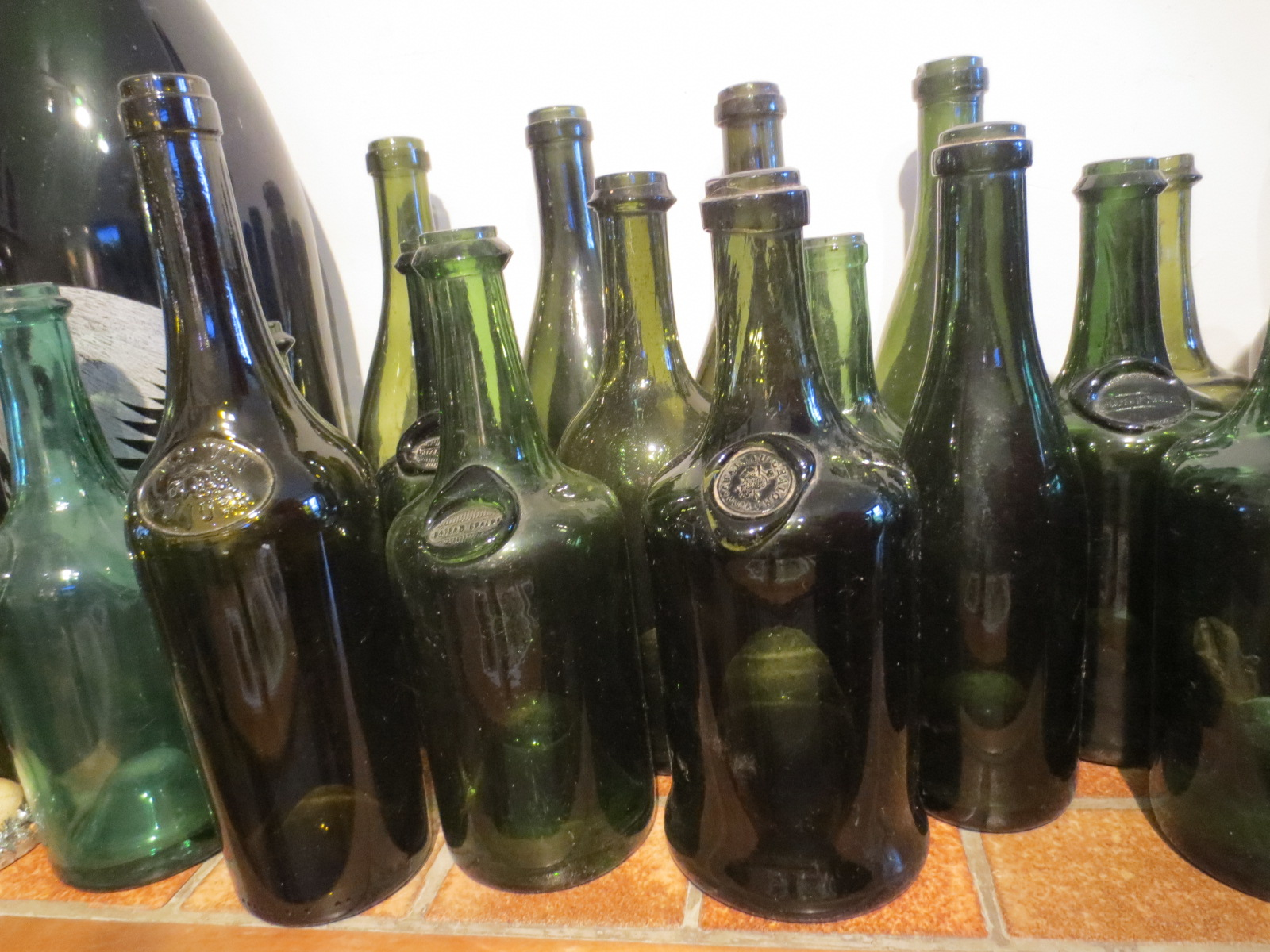
Quelques anciens clavelins estampillés du vignoble du Jura
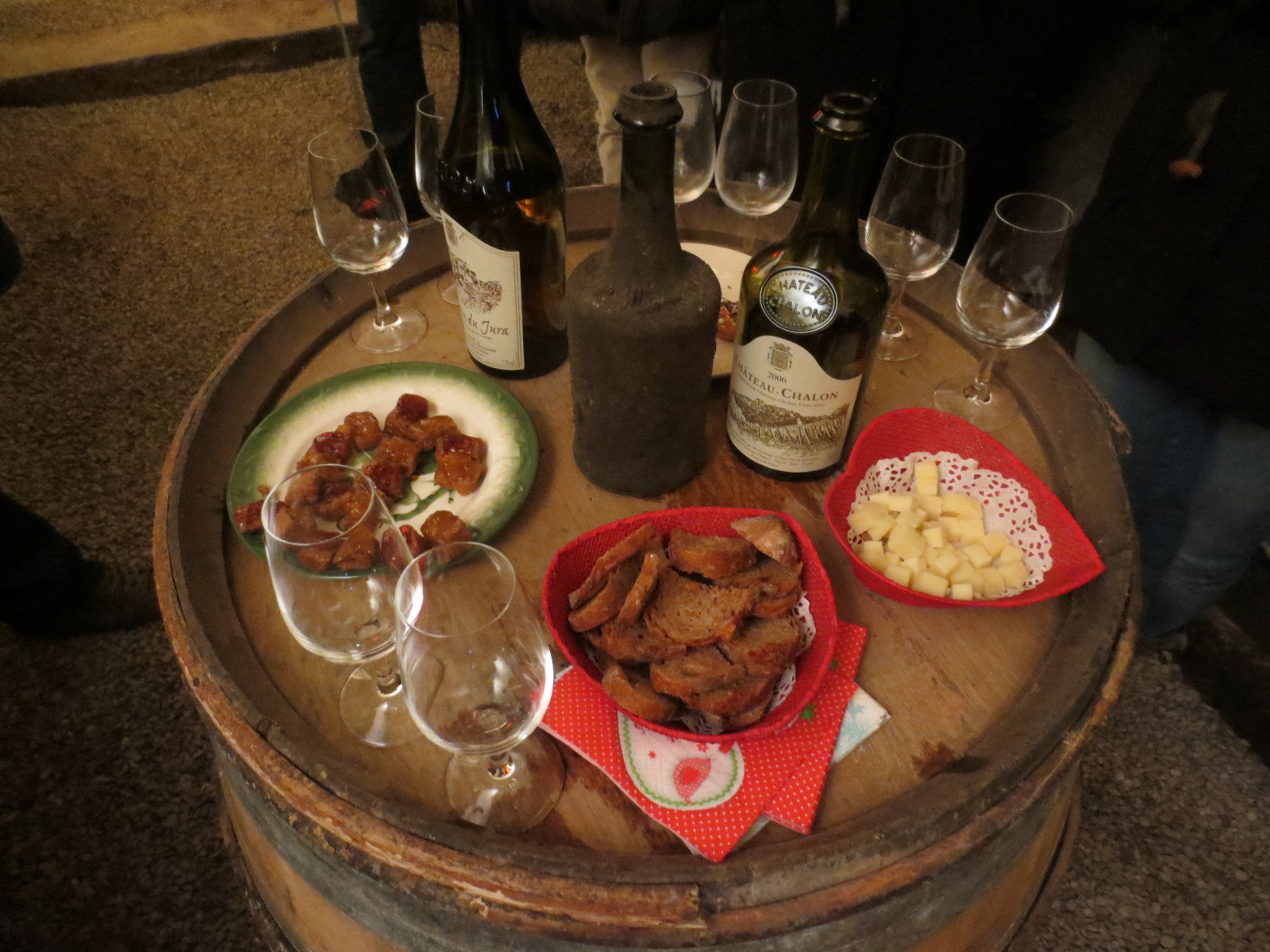
Dégustation de vin jaune et de Château-chalon (AOC) en cave
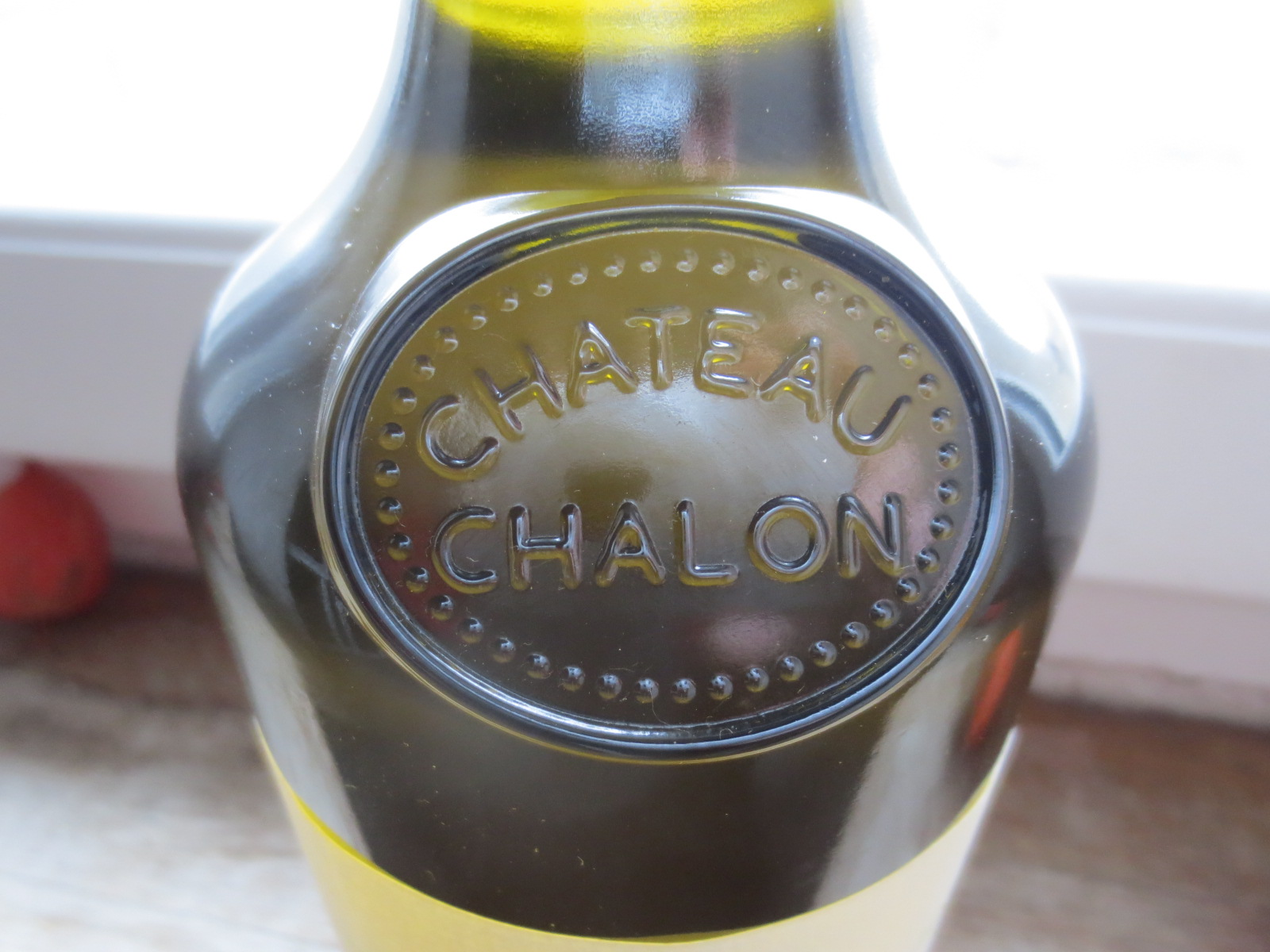
Clavelin Château-chalon (AOC) avec estampillage moderne « Château-Chalon »

Cette mesure de 62 cl correspond également au chauveau, ancienne mesure de liquide jurassienne / bourguignonne locale de l'ancien Régime :  1 pinte beaunoise = 2 chopines = 4 chauveaux = 248 cl. (anciennes unités de mesure françaises).

## Historique
Au XVIIIe siècle, la famille Clavelin  (patronyme fréquent du Jura), viticulteur de la région de Château-Chalon (haut lieu de production du vin jaune du vignoble du Jura) fait créer et fabriquer par la verrerie de La Vieille-Loye, près de Dole dans le Jura, une forme de bouteille spécifique pour leur vin jaune. 

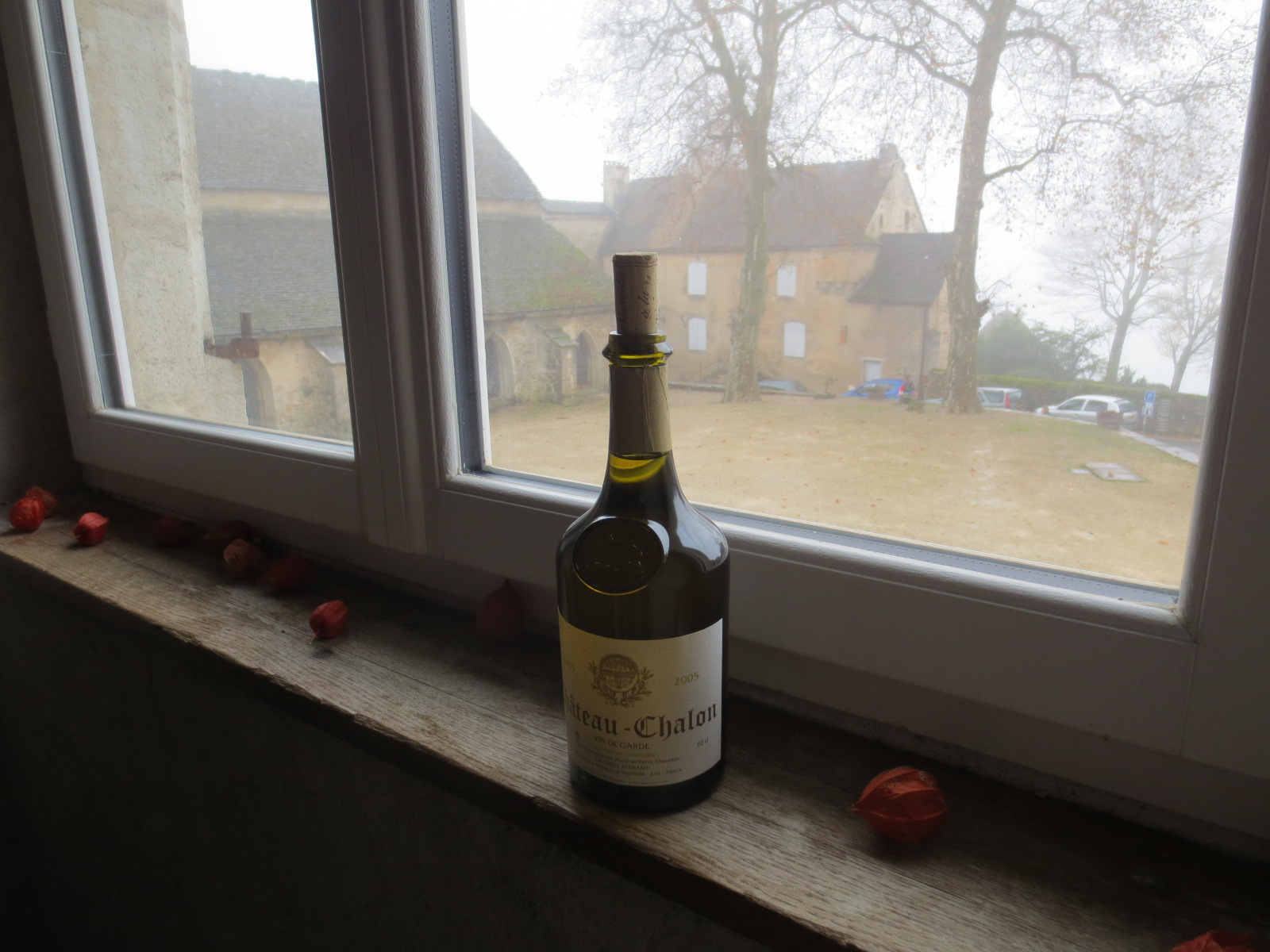
Clavelin de vin jaune Château-chalon (AOC) à Château-Chalon
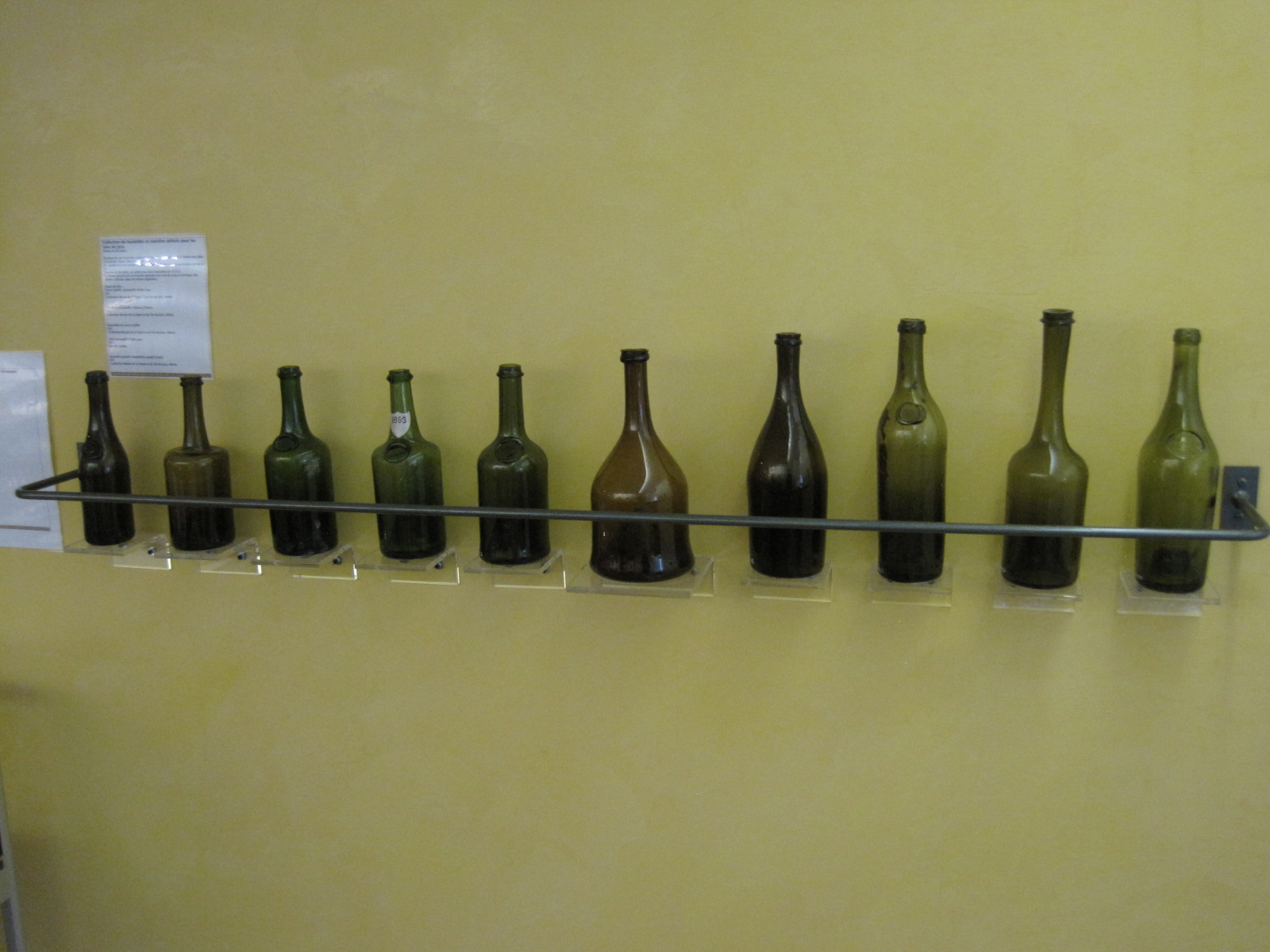
Anciens clavelins et bouteilles du musée de la vigne et du vin du Jura, Château Pécauld, à Arbois
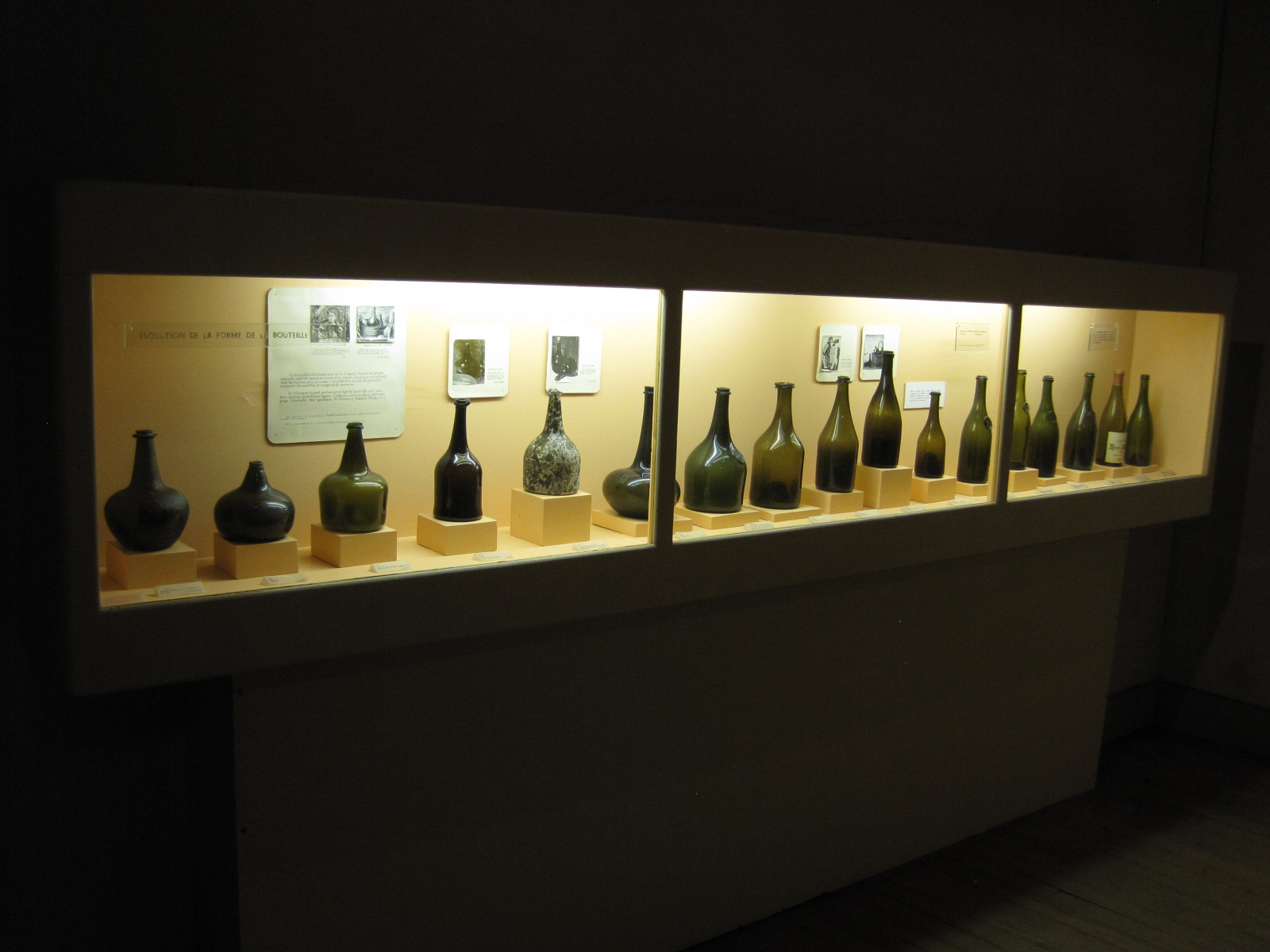
Quelques bouteilles de vin  anciennes du musée du vin de l'Hôtel des ducs de Bourgogne de Beaune
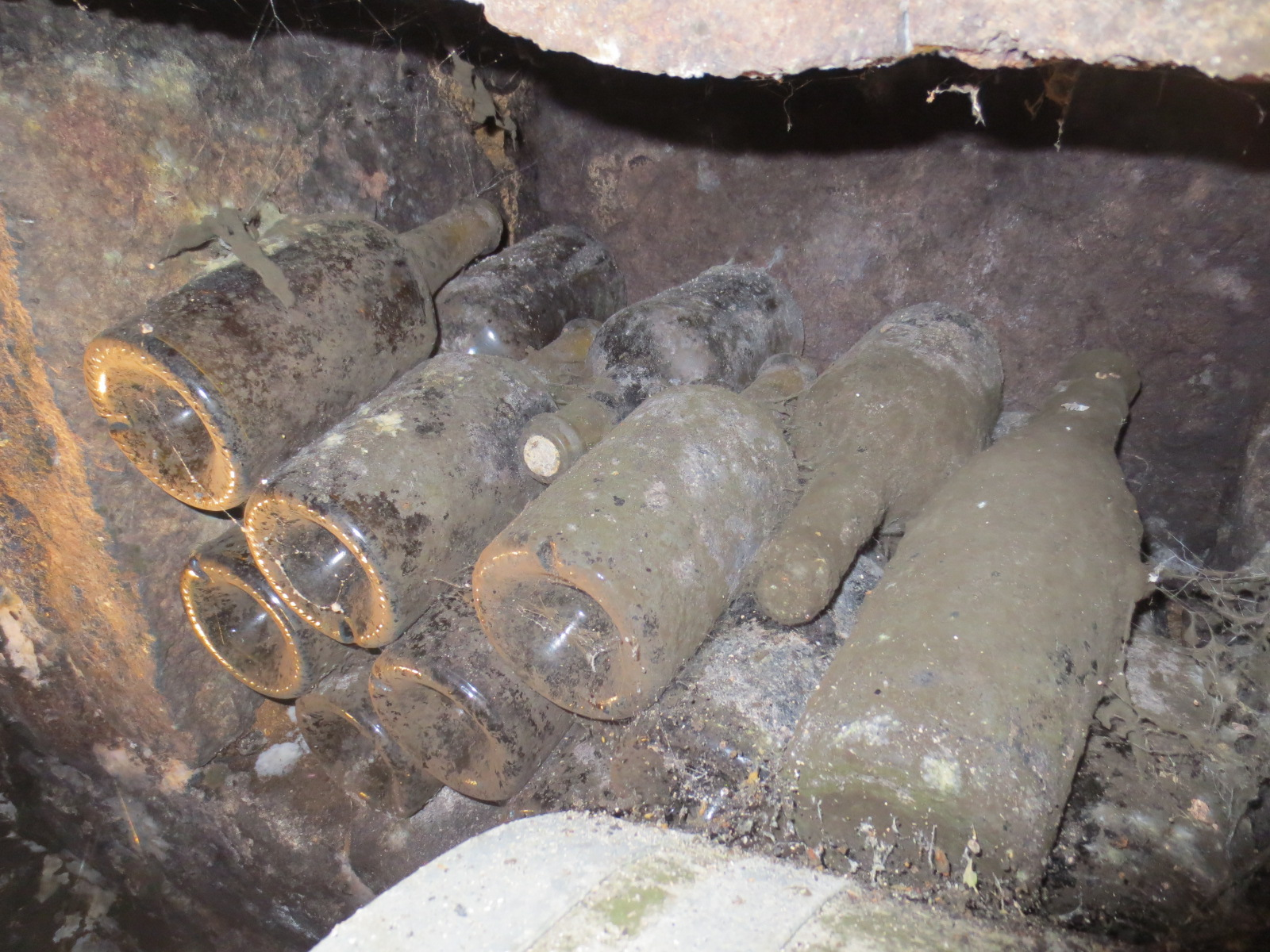
Vieux millésimes de clavelin de vin jaune en cave

Les verriers s'inspirent alors pour concevoir ce clavelin, d'une bouteille noire de l'époque de 65 centilitres dite « d’Angleterre », une des nombreuses formes de bouteilles de vin inventées en Angleterre par Kenelm Digby en 1632, qu'ils fabriquent (les nombreuses formes de bouteilles de vin fabriquées à l'époque n'ayant alors, contrairement à ce jour, aucune forme standard réglementaire définie). Le plus ancien clavelin connu du vignoble du Jura date de 1774 . La verrerie historique de La Vieille-Loye l'a fabriqué pour les viticulteurs du Jura, jusqu'à la fermeture de l'établissement en 1931.
En 1914, l'abbé Clavelin, de Nevy-sur-Seille prÈs de Château-Chalon, commande une trentaine de clavelins à la verrerie, estampillés de son nom « Clavelin ». 
Le vin jaune Château-chalon (AOC) bénéficie d'un clavelin spécifique avec un cachet estampillé « Château-Chalon » fondu ou moulé dans le verre.  
Le clavelin donne son nom au clavelinage, concours des vins de vin jaune de la Percée du vin jaune dans le vignoble du Jura.